# Afrotery
Afrotery (Afrotheria) – nadrząd ssaków zaproponowany na podstawie wyników badań molekularnych dla ssaków wywodzących się z kontynentu afrykańskiego, łączący trąbowce, brzegowce, góralkowce, rurkozębne, ryjkonosowe oraz afrosorkowce (tenrekowate i złotokrety). 
Pierwsi przedstawiciele afroterów pojawili się ok. 110–100 mln lat temu. Największym problemem w potwierdzeniu ich afrykańskiego pochodzenia jest ubogi zapis kopalny późnej kredy Afryki.

## Podział systematyczny
Do nadrzędu zalicza się następujące występujące współcześnie rzędy:
- Afrosoricida Stanhope, Waddell, Madsen, De Jong, Hedges, Cleven, Kao & Springer, 1998 – afrosorkowce
- Macroscelidea P.M. Butler, 1956 – ryjkonosowe
- Tubulidentata Huxley, 1872 – rurkozębne
- Hyracoidea Huxley, 1869 – góralkowce
- Proboscidea Illiger, 1811 – trąbowce
- Sirenia Illiger, 1811 – brzegowce

Opisano również rzędy wymarłe:
- Bibymalagasia MacPhee, 1994
- Embrithopoda C.W. Andrews, 1906
- Ptolemaiida Simons & Bown, 1995

Taksony bazalne o nieznanej pozycji systematycznej (incertae sedis):
- Ocepeiidae Gheerbrant, 2014
- Abdounodus Gheerbrant & Sudre, 2001
- Hadrogeneios Gheerbrant, 2023